# Phan Bội Châu

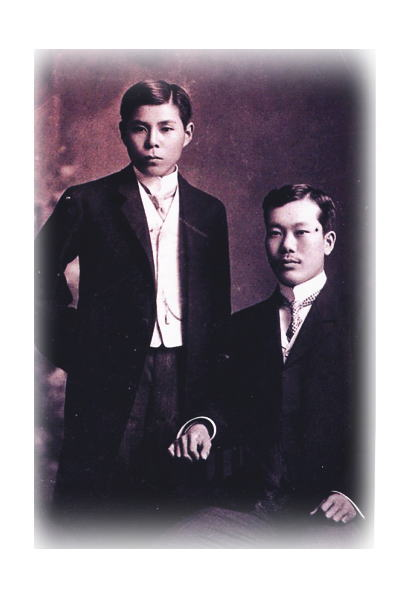
Phan Boi Chau (derecha).

Phan Boi Chau de nacimiento Phan Van San (1867, Nghe An - 29 de septiembre de 1940, Hué) fue una figura de oposición vietnamita.
Hijo de un académico pobre, recibió un doctorado en 1900, tiempos en los cuales ya era un firme nacionalista. Opuesto al dominio francés en Vietnam, organizó labores para colocar al príncipe nacionalista Cuong De (1882–1951) en el trono. En 1905 trasladó su movimiento de resistencia a Japón, donde conoció a Sun Yat-sen y Phan Chau Trinh. Escribió la fermental obra Việt Nam Vong Quốc Sử (Historia de la pérdida de Vietnam).
Su monárquico esquema falló, toda vez que hizo un plan para asesinar al gobernador general de la Indochina francesa y fue encarcelado desde 1914 a 1917. Cientos de vietnamitas protestaron cuando fue arrestado de nuevo en 1925; posteriormente fue liberado y dedicó el resto de su vida al retiro.